# Güsten (Saale-Wipper)
Güsten is een gemeente in de Duitse deelstaat Saksen-Anhalt, en maakt deel uit van de Landkreis Salzlandkreis. Güsten werd in het verleden ook wel aangeduid met Guddenstein, Gustein en Gusthen. Osmarsleben wordt tot Güsten gerekend.
Güsten telt 4.074 inwoners.
Het stadje ligt ten noordoosten van Ascherleben aan de B185 in het Wipperdal (een zijrivier van de Saale). Gürsten is een spoorknooppunt met verbindingen naar Maagdenburg, Köthen, Sandersleben en Ascherleben. De strategische spoorverbinding (Kanonenbahn) via Calbe naar Berlijn is niet meer in gebruik. Güsten dankt zijn ontstaan als spoorknooppunt aan de gunstige ligging ten noorden van de uitlopers van het Harzgebergte.
Net als bij de zuidelijke tegenhanger Sangerhausen waren in Güsten de locomotieven gestationeerd die gebruikt werden voor het doorkruisen van het Harz via de Kanonenbahn. Deze faciliteiten werden in 1995 gesloten, maar desondanks is een deel van de industrie nog steeds in Güsten aanwezig, waaronder ASTRA-Türen GmbH, Ehlert Apparatebau GmbH en HAHN-Elektrobau GmbH.

## Indeling gemeente
De volgende Ortsteile maken deel uit van de gemeente:
- Amesdorf (sinds 1 januari 2010)
- Osmarsleben (sinds 1950)

Alsleben (Saale) ·
Aschersleben ·
Barby ·
Bernburg (Saale) ·
Bördeaue ·
Börde-Hakel ·
Bördeland ·
Borne ·
Calbe (Saale) ·
Egeln ·
Giersleben ·
Güsten ·
Hecklingen ·
Ilberstedt ·
Könnern ·
Nienburg (Saale) ·
Plötzkau ·
Schönebeck ·
Seeland ·
Staßfurt ·
Wolmirsleben